# Красноармєйський (Чукотка)
Красноарме́йський — колишнє селище міського типу у Чаунському районі Чукотського автономного округу. Згідно з законом Чукотського автономного округу «Про адміністративно-територіальний устрій Чукотського автономного округу» селище міського типу (робітниче поселення) було ліквідоване.